# Lorikul modrobradý
Lorikul modrobradý (Loriculus vernalis) je asi 14 cm velký, převážně zelený papoušek žijící v suchých lesích a v kulturní krajině (plantáže) v rozmezí od Indie po jihovýchodní Asii a tamních ostrovů.
Je částečně tažný. Živí se plody, semeny, pupeny a květy. Hnízdí v dutinách stromů, v jedné snůšce jsou 2–5 bílých vajec. Sedí na nich přibližně 20 dnů (19 až 22 dnů), mláďata pak hnízdo opouští po 33 dnech.
Z celkových 14 cm na tělo připadá do 10 cm. Ocas měří 3,3 až 3,8 cm. Váží 28 g.
Největším rizikem je lov pro chov v domácnostech, který je velmi rozšířenou záležitostí.

## Chov v zoo
Chov v evropských zoo je velmi výjimečnou záležitostí, a to i historicky. V létě 2020 byl tento druh chován jen v Zoo Praha, v Loro Parque na Tenerife a v zoologické zahradě v Kyjevě na Ukrajině.
Zoo Praha je historicky nejúspěšnějším chovatelem těchto lorikulů.

### Chov v Zoo Praha
Lorikulové modrobradí jsou v Zoo Praha chováni od roku 1998. Tehdy byli dovezeni zabavení ptáci z ilegální zásilky. První úspěšný odchov je datován do roku 2003. Odchovy pokračovaly i nadále, a tak se vylíhlo a bylo odchováno přes 100 mláďat.
Ke konci roku 2019 bylo chováno šest jedinců.

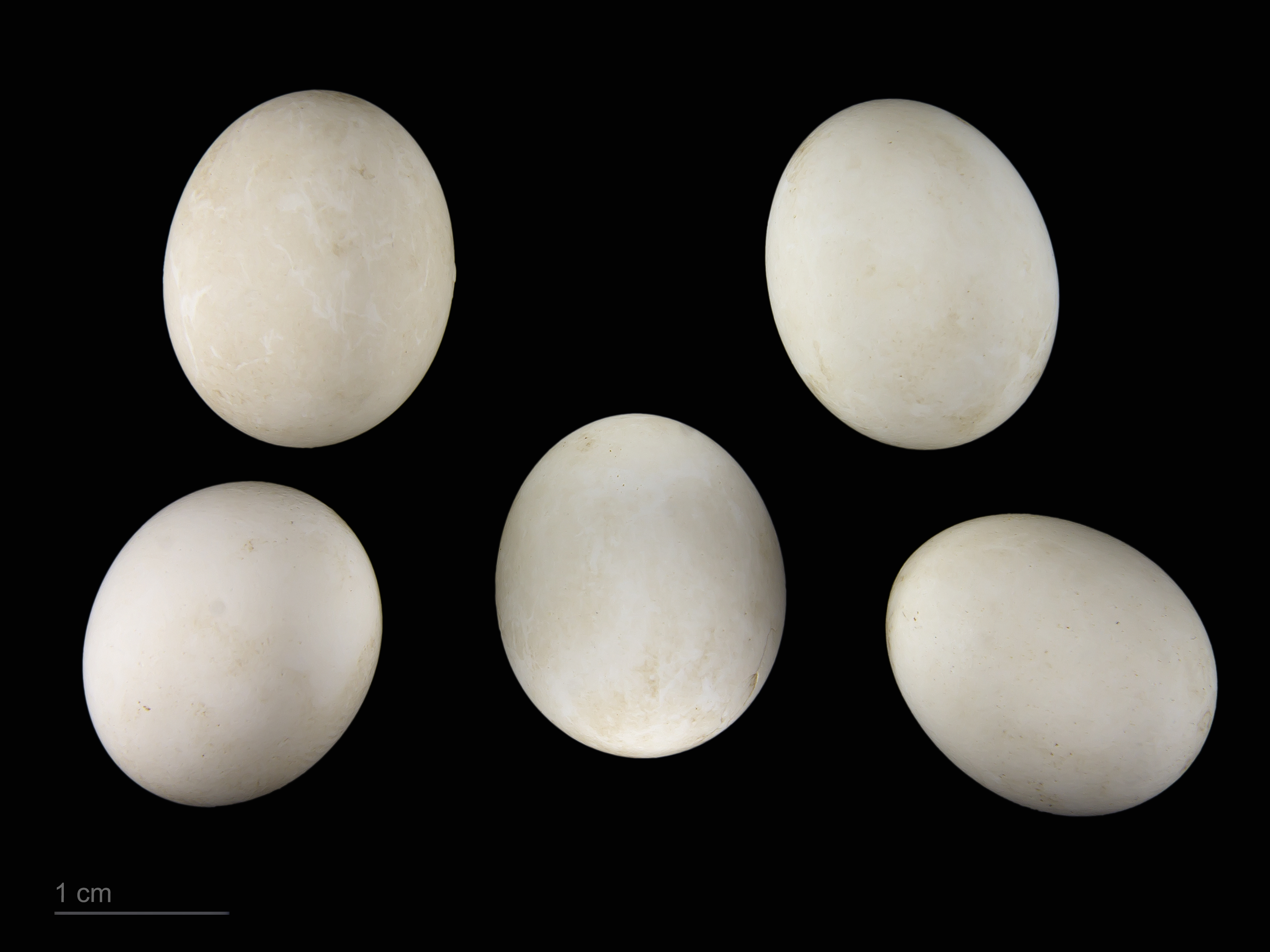
Loriculus vernalis